# Un éternel hiver
Un éternel hiver est un spectacle musical créé et mis en scène par Lynda Lemay, dont la première représentation a eu lieu en janvier 2005 à Saint Germain en Laye. Il sera ensuite repris dans toute la France, en Belgique, en Suisse et au Québec en 2005 et 2006.
Ce spectacle, conçu comme un opéra folk et accompagné par des musiciens présents sur scène, raconte, en 51 chansons, l’histoire de cinq personnages, abordant avec humour ou émotion des thèmes de société comme la grossesse, l’amour maternel, la violence conjugale, la culpabilité, le suicide etc.

## Argument
Dans un village de la campagne québécoise, Jeff, élevé seul par sa mère Nathalie après le décès de son père, vit aujourd’hui une passion orageuse avec Manon, qui est enceinte, sous les regards désapprobateurs de Micheline, sa mère qui tient un petit restaurant, et de Daniel Messier, un policier amoureux d’elle. Juste après la naissance de son enfant, Jeff tue un homme lors d’un règlement de comptes entre dealers et est emprisonné. Manon se marie alors avec Daniel.

## Résumé du spectacle
Le spectacle s'ouvre sur une chanson interprétée par Nathalie (Lynda Lemay). Elle y présente son « clan » : Jeff, son fils (Yvan Pednault), amoureux de la jeune Manon, Micheline, la mère de cette dernière qui n'aime pas Jeff, et Daniel, un policier quadragénaire et amoureux de Manon depuis des années. Elle finit par se présenter, et évoque son mari, Jacques, décédé d'une crise cardiaque alors que Jeff n'avait que 10 ans. La seconde chanson est toujours chantée par Nathalie. Elle parle de son fils, le titre de la chanson est Mon petit albatros, surnom qu'elle lui donne depuis toujours. Elle le décrit comme un homme beau et ténébreux, qui charme toutes les femmes. Elle évoque sa fierté de l'avoir, la nostalgie qu'il ne vive plus sous son toit, le départ de son mari.
On assiste ensuite à un duo d'amour entre les deux personnages principaux de l'intrigue, Manon et Jeff. Jeff lui explique que sa mère l'a sans doute beaucoup aimé, mais qu'il fut très malheureux durant son enfance, et même jusqu'à ce qu'il la rencontre. Il la demande en mariage, elle accepte avec transport.
On est ensuite transporté dans le "restaurant chez Raymond" où apparaît l'agent Daniel Messier, qui boit son café comme tous les matins, en discutant avec la patronne, Micheline. Arrive ensuite Manon, heureuse et rayonnante, qui demande à sa mère et au policier s'ils ne la trouvent pas « ravissante ». Elle chante avec émotion sa grossesse, le bonheur qu'elle éprouve déjà et qu'elle éprouvera à la naissance de son enfant. D'abord avec émotion, puis sur un ton humoristique, dans une chanson intitulé Les Mûres dans laquelle elle parle des envies sauvages et démesurées des femmes enceintes. Daniel lui avoue ensuite son amour, il lui dit qu'il l'aime depuis toujours, qu'il est prêt à élever son enfant. Il la met aussi en garde contre son futur mari, lui qui est policier a vu son dossier judiciaire et pense qu'il n'est pas fiable. Manon le rejette et se moque de lui notamment avec la chanson J'aime pas les uniformes. Daniel lui rétorque qu'il l'attendra le temps qu'il faudra et qu'il veillera sur elle. On découvre ensuite un peu plus Micheline. Elle est née, et a grandi dans son restaurant, c'est ici qu'est sa vie, c'est ici qu'elle veut mourir. Elle n'a rien à part sa fille et son restaurant.
On revient à Nathalie. Elle est avec son fils, et tente de lui expliquer que l'avoir eu trop tôt l'a empêché de vivre ses années de jeunesse, et qu'il ne faut pas qu'il reproduise la même erreur. Il lui avoue alors que même s'il n'avait que 10 ans, il avait très bien compris qu'elle trompait son père. Celui-ci est mort une nuit où elle n'est pas rentrée, Jeff l'a retrouvé mort au salon, le matin venu. Il en tient sa mère pour responsable. Elle tente alors de lui expliquer que c'est justement parce qu'elle n'a pas vécu sa jeunesse qu'elle a eu quelques amants, mais lui jure que les deux seuls hommes de sa vie sont lui et son père.
Nathalie sort et Manon arrive ensuite, toujours légère et rayonnante. Son amant est sombre et lui jette des regards noirs, il devient en colère et violent. Elle lui demande ce qui lui arrive, en vain. On comprend par la suite qu'il l'a battue. Retour au restaurant, où Micheline confie à l'agent Messier son inquiétude de voir sa fille épouser ce Jeff, et qu'elle aurait préféré que lui, Daniel, épouse Manon. Arrive ensuite cette dernière, bouleversée. Micheline et Daniel lui disent qu'ils ont bien vu qu'elle cherchait à cacher des bleus avec son mascara, qu'ils l'avaient déjà vu pleurer en cachette. Ils sont très inquiets, ils mettent en garde Manon à propos de son mariage, et lui rappellent qu'ils sont là, qu'elle n'a qu'à leur parler, leur confier ses problèmes. Manon ne peut pas, car elle est soudain prise de douleur et se met à saigner. Elle est affolée, car ce n'est pas la date de son terme. Daniel l'emmène sur-le-champ à l’hôpital.
De son côté, Jeff se rend compte qu'il est violent, qu'il n'a pas de patience et qu'il ne supporte rien. Il se le reproche et ne comprend pas d'où viennent ses côtés sombres et incontrôlables.
Manon finit par accoucher, l'enfant va bien. Les deux parents sont enchantés. On assiste ensuite au travers de la chanson Déjà grand-mère à une réflexion de Nathalie sur la vieillesse, et surtout, sur les raisons qui ont poussé son fils à faire un enfant. Selon elle, Jeff aurait fait cet enfant pour se « venger » de sa mère, pour la vieillir. Elle prédit aussi que c'est bien trop tôt pour lui, qu'il fera, comme elle, de nombreuses erreurs. Cette chanson est suivie d'une autre Du tutu aux jarretelles, chanson interprétée par les trois femmes du spectacle et qui reprend, de manière plus légère, les thèmes de la grossesse, du vieillissement et de la beauté.
Restée seule, Manon s'interroge. Elle ne s'explique pas pourquoi son mari boit, fume, et hurle autant, s'il l'aime autant qu'il le dit. Elle a du mal à comprendre pourquoi il se retrouve toujours dans des problèmes, alors qu'il a une famille qui l'aime. De son côté, Jeff, ivre, fait le serment d'arrêter de boire. La chanson a un aspect assez comique. On revient ensuite à Micheline, qui exprime la haine qu'elle a envers son gendre. En effet, lui et lui seul, est en train de faire du mal à sa "seule fortune". C'est ainsi que s'achève la première partie, soit le premier disque.
Le second s'ouvre sur une chanson intitulé Pschh ! et chanté par Manon. Elle dit avec humour qu'elle est fatigué de l’alcoolisme de son mari. Le "pschh" fait allusion à une bière qu'on décapsule. Elle dit que les bières sont devenus les "petites copines" de Jeff, et que s'il continue, son prochain copain, à elle, sera un magnum. Jeff reçoit un appel, mais ne veut rien en dire à sa femme qui le questionne. On comprend qu'il s'agit d'un client qui veut lui acheter de la drogue. Il veut gagner de l'argent, toujours de l'argent, c'est pour ça qu'il fait cela. Épuisée, lassée, désespérée, Manon réalise qu'il ne supporte plus sa femme, ni son fils, et qu'il n'est pas le père qu'elle espérait pour son fils. Elle ne veut pas que son enfant grandisse dans la violence. Elle quitte son mari. Celui-ci se rend à a un règlement de comptes, alors que Daniel déclare son amour à Manon. Daniel vient plus tard annoncer à Manon que Jeff a tué un homme, et qu'il l'a lui-même fièrement arrêté. Manon implore Daniel de faire quelque chose, elle veut absolument aider Jeff. Sa mère et Daniel l'en empêchent, en lui disant qu'elle a déjà suffisamment gâché sa vie pour lui.
Seule, Nathalie vient voir son fils en prison, pendant que Manon, par dépit et pour avoir une vie stable pour son enfant, se marie avec Daniel.
Quelques années plus tard, Jeff sort de prison. Il veut retrouver Manon et refonder une famille avec elle et leur enfant. Micheline lui apprend que Manon s'est remarié, et lui ordonne de la laisser en paix. On retrouve ensuite Manon. Elle est toujours mariée à Daniel et a même eu un deuxième enfant. Le premier semble avoir ses préférences, il lui rappelle toujours son père, Jeff. C'est dans une chanson au texte profond, C'est un rêve, qu'elle avoue ne jamais avoir oublié son premier mari. Elle lutte chaque jour contre elle-même, pour ne pas y penser, pour ne pas rêver de lui à nouveau. Elle culpabilise aussi beaucoup de ne pas être capable de l'oublier, après toutes ces années. Arrive Daniel. On retrouve une similitude avec la première partie : Daniel, léger, voit sa femme contrariée, et l'interroge. On se souviendra que Manon avait interrogé son mari lorsqu'il était revenu de la conversation avec sa mère. C'est d'ailleurs la même chanson qui est utilisée dans les deux cas, Chéri(e) coucou.
Jeff se retrouve sans abri, sans personne, à part sa mère. Elle l'accueille chez elle, comme pour rattraper les années qu'elle lui a gâchées. Cela nous montre aussi qu'on finit toujours par revenir au point de départ. Jeff finit par se donner la mort, c'est Nathalie qui nous l'apprend.
Chacun se sent coupable de son départ. Micheline parce qu'elle n'a pas voulu qu'il revienne auprès de sa fille, Manon parce qu'elle l'a délaissé, Daniel parce qu'il l'a emprisonné, et enfin, Nathalie parce qu'elle lui a gâché sa vie. Ils interprètent tous les quatre la chanson La Culpabilité. Nathalie et Manon chantent ensuite ensemble la chanson éponyme Un éternel hiver. Elles comprennent qu'il y a des fatalités contre lesquelles on ne peut pas lutter, et que certains chagrins sont inguérissables, même avec tout l'amour du monde.
Le spectacle se clôt avec Jeff, qui assiste à tout ce qui se dit à son sujet sur la terre, et qui regrette de s'être suicidé.

## Fiche technique
- Livret et musique : Lynda Lemay
- Mise en scène : Lynda Lemay
- Piano : Louis Bernier
- Guitares : Sébastien Dufour
- Basse : Pascal Castonguay
- Batterie : Michel Fauteux
- Violoncelle : Christine Giguère
- Régie son : Yves Daniel, Alain Charpentier
- Conception et régie décors : Carles Caouette
- Création et régie lumière : Karine Beuchere

Source :

## Distribution
| Rôle                   | Distribution   |
| ---------------------- | -------------- |
| Nathalie               | Lynda Lemay    |
| Manon                  | Fabiola Toupin |
| Micheline              | Manon Brunet   |
| Jean-François dit Jeff | Yvan Pednault  |
| Agent Daniel Messier   | Daniel Jean    |